# Fumaria faurei
Fumaria faurei là một loài thực vật có hoa trong họ Anh túc. Loài này được (Pugsley) M.Linden mô tả khoa học đầu tiên năm 1980.